# Скрипт-доктор
Скрипт-до́ктор — письменник, драматург, кіносценарист, якого наймають для роботи над сценарієм фільму, телесеріалу чи п'єси, аби переписати існуючий сценарій або покращити певні його аспекти, включаючи структуру, характеристику, діалоги, темп, тему та інші елементи. Скрипт-докторів зазвичай залучають до роботи зі сценаріями під час розробки та попереднього виробництва фільму для вирішення конкретних проблем зі сценарієм, визначених продюсерами, виробничою командою та акторами.
Термін «скрипт-доктор» фактично є неофіційним і не використовується як формальний термін у кіно- або телевізійній індустрії. Швидше за все, цей термін був вигаданий журналістами, які мали на увазі «хірургічний» характер роботи цих фахівців.
Скрипт-доктори формально не отримують авторських прав на сценарій, а, отже, не претендують на премії за сценарії, зокрема за правилами Гільдії сценаристів США.

## Приклади
Тут наведено імена деяких відомих сценаристів і фільми, над якими вони працювали як скрипт-доктори.
- Том Манкієвіч (1942—2010) — Безодня (1977), Шпигун, який мене кохав (1977), Супермен (1978), Місячний гонщик (1979), Супермен 2 (1980)[3].
- Елейн Мей (нар. 1932 р.) — Червоні (1981), Тутсі (1982), Лабіринт (1986)[4].
- Аарон Соркін (нар. 1961 р.) — Список Шиндлера (1993)[5], Скеля (1996)[6], Надмірний багаж (1997), і Ворог держави (1998)[7].
- Том Стоппард (нар. 1937 р.) — Індіана Джонс і останній хрестовий похід (1989), Сонна лощина (1999), Ультиматум Борна (2007)[8].
- Квентін Тарантіно (нар. 1963 р.): Ця жахлива Пет (1994)[6] і Багровий приплив (1995)[9].
- Лінда Сегер (нар. 1945 р.) — голлівудський консультант, скрипт-доктор та один з найвідоміших авторів посібників зі сценарної майстерності, автор книги «Робимо гарний сценарій геніальним»[10].